# Смерть Супермена (мультфильм)
Смерть Супермена (англ. The Death of Superman) — американский мультипликационный фильм, выпущенный сразу на цифровых носителях и основанный на линейки комиксов «The Death of Superman». Является тридцать вторым мультфильмом линейки оригинальных анимационных фильмов вселенной DC и одиннадцатым в серии «DC Animated Movie Universe». Является третьей после «Супермен: Судный день» (2007) и «Бэтмен против Супермена: На заре справедливости» (2016) адаптацией комикса и, в отличие от предшественников, наиболее близкой к источнику. Премьера картины состоялась 20 июля 2018 года и на ежегодном фестивале «San Diego Comic-Con International» в Сан-Диего. Рейтинг PG-13.
В 2019 году вышло продолжение «Господство Суперменов».

## Сюжет
После того, как Супермен расправился с очередной бандой, опоздавший Киборг обнаруживает металл с Апоколипса — и отдаёт его на анализ своему отцу Сайласу Стоуну и его молодому протеже — Генри Айронсу. Узнав, что металл улучшен на Земле, Супермен отправляется к Лексу Лютору, находящемуся под домашним арестом, и обвиняет его в причастности к банде.
Находящиеся на шаттле «Эскалибур» космонавты под руководством Хэнка Хеншоу обнаруживают летящий на них астероид. Командир экипажа до последнего верит, что их спасёт Супермен и не предпринимает никаких попыток уйти от столкновения. Уничтожив космический корабль, астероид падает на Землю и уходит на дно Атлантического океана.
Лекс Лютор отправляет экспедицию за космическим объектом. Вместе с подоспевшими атлантами учёные обнаруживают существо, которое расправляется с землянами. Лютор понимает, что у Супермена наконец-то появился конкурент. Пришелец, вышедший на поверхность и убивающий всех на своём пути, оказывается неуязвимым для человеческого оружия. Он оказывается слишком силён и для членов Лиги Справедливости. Бэтмену приходится вызывать подкрепление, после того как пришелец обезвредил Человека-ястреба, Зелёного фонаря и Флэша.
Супермен пытается жить, как обычный человек, и очень переживает из-за отношений с Лоис Лейн. Ему трудно существовать для возлюбленной Кларком Кентом и Человеком из стали одновременно. Он знакомит её с родителями, а после открывает свою личность. Узнав, что монстр направляется к Метрополису Супермен спешит на помощь, туда же отправляются и Лоис Лейн с оператором Джимми Олсеном.
Между тем пришелец расправляется с Марсианским Охотником, Киборгом и Бэтменом. Чудо-женщина сражается с монстром, но тот побеждает и её. Подоспевший Супермен не даёт чудовищу убить соратницу и яростно сражается с «Думсдэем».
Лекс Лютор надеется, что Думсдэй убьёт Супермена, но беспокоится, что планету будет некому защитить от того, кто послал монстра на Землю. Он разработал бронированное оружие, управляя которым, вмешивается в ожесточённую схватку между пришельцами. Думсдэй справляется с машиной и намеревается убить Лютора, но Супермен спасает своего извечного врага. Лоис Лейн признаётся Кларку, что любит его, и тот, собрав последние силы, сворачивает шею Думсдэю, но тот успевает пронзить ему грудь костяным отростком. Узнав, что монстр мёртв, Супермен умирает на руках возлюбленной.
На прощальной церемонии мэр Метрополиса благодарит Лекса Лютора за помощь Супермену и передаёт ему слово. Гроб с Человеком из стали помещают в мавзолей, рядом с которым высится огромная статуя героя. Получив тело Думсдэя для исследований, Лютор собирается использовать ДНК пришельца для создания армии суперсолдат. Вместе с учёными «LexCorp» он становится свидетелем внезапного отлёта корабля, на котором Супермен в младенчестве прибыл на Землю.
В редакции «Daily Planet» обсуждают исчезновение Кларка Кента. Джимми Олсен убеждает Лоис Лейн снять сенсационный репортаж. Прибыв к мемориалу Супермена они обнаруживают, что гробница пуста, а рядом со статуей парит фигура в плаще, которая стремительно улетает ввысь.
В первой сцене после титров из лаборатории проекта «Кадмус» сбегает юноша, выращенный из криптонской Д. Н. К.
Во второй сцене после титров Айронс в личной мастерской создаёт броню с символикой дома Эл.
В третьей сцене таинственный двойник Супермена берёт под контроль Крепость Одиночества.
В четвёртой сцене к Земле приближается клон Супермена, модифицированный кибер-имплантами.

## Роли озвучивали
| Главные герои    | Главные герои                        |
| Актер            | Роль                                 |
| ---------------- | ------------------------------------ |
| Джерри О’Коннелл | Кларк Кент / Супермен                |
| Ребекка Ромейн   | Лоис Лейн                            |
| Рэйн Уилсон      | Лекс Лютор                           |
| Розарио Доусон   | Диана Принс / Чудо-женщина           |
| Нейтан Филлион   | Хэл Джордан / Зелёный Фонарь         |
| Кристофер Горэм  | Барри Аллен / Флэш                   |
| Мэтт Лантер      | Артур Карри / Аквамен                |
| Шемар Мур        | Виктор Стоун / Киборг                |
| Ньямби Ньямби    | Дж’онн Дж’онзз / Марсианский Охотник |
| Джейсон О’Мара   | Брюс Уэйн / Бэтмен                   |

| Второстепенные герои | Второстепенные герои |
| Актер                | Роль                 |
| -------------------- | -------------------- |
| Роки Кэрролл         | Сайлас Стоун         |
| Патрик Фабиан        | Хэнк Хеншоу          |
| Пол Айдинг           | Джонатан Кент        |
| Дженнифер Хейл       | Марта Кент           |
| Джонатан Адамс       | Мэр                  |